# Liste der Bodendenkmale in Tensfeld
In der Liste der Bodendenkmale in Tensfeld sind die Bodendenkmale der Gemeinde Tensfeld nach dem Stand der Bodendenkmalliste des Archäologischen Landesamts Schleswig-Holstein von 2016 aufgelistet.
| Denkmal-ID           | Befundart               | Bezeichnung | Zeitstellung | Lage | Bemerkungen | Bild |
| -------------------- | ----------------------- | ----------- | ------------ | ---- | ----------- | ---- |
| aKD-ALSH-Nr. 004 572 | Grabmal > Großsteingrab | Steinkammer | Neolithikum  |      |             |      |